# Maureen Dunlop de Popp
Pour les articles homonymes, voir Dunlop (homonymie).
Maureen Adele Chase Dunlop de Popp (26 octobre 1920 - 29 mai 2012), née Dunlop, est une pilote anglo-argentine. Elle travaille pour le Air Transport Auxiliary (ATA) britannique pendant la Seconde Guerre mondiale .
Elle est également connue pour avoir été pin-up en couverture du magazine anglais Picture Post.

## Jeunesse
Maureen Chase Dunlop est né à Quilmes, près de Buenos Aires, le 26 octobre 1920. Son père Eric Chase Dunlop, dirige une ferme en Australie et se porte volontaire pour la Royal Field Artillery pendant la Première Guerre mondiale. Par la suite, il est employé par une entreprise britannique pour gérer 250 000 hectares de fermes ovines en Patagonie avec son épouse anglaise Jessimin May Williams. Le couple a également une fille aînée, Joan, et un fils cadet, Eric.  
Formée principalement par sa gouvernante, Maureen Dunlop fréquente le Collège St. Hilda à Hurlingham, dans la province de Buenos Aires. Entourée d'animaux, elle devient une cavalière experte. 
Les trois enfants du couple se rendent régulièrement en Angleterre. Pendant ses vacances là-bas, en 1936, Dunlop prend des cours de pilotage. De retour en Argentine, elle antidate son certificat de naissance pour pouvoir poursuivre la formation de pilote en rejoignant l'Aeroclub Argentino.

## Seconde Guerre mondiale
Au début de la guerre, Maureen Chase Dunlop décide de soutenir activement l'effort de guerre. Pour rejoindre l'ATA, les femmes pilotes ont besoin d'un minimum de 500 heures de vol en solo, le double de celui d'un homme. Après avoir suffisamment augmenté ses heures, au début de 1942, Maureen et sa sœur Joan traversent l'océan Atlantique sur un navire neutre immatriculé en Argentine. 
Alors que sa sœur rejoint la BBC  en avril 1942, Maureen rejoint l'ATA. Elle est l'une des 164 femmes pilotes à y parvenir en seulement trois ans. Formée à piloter 38 types d'aéronefs, ses 800 heures de vol enregistrées par la suite comprennent du temps de vol sur Spitfire, Mustang, Typhoon et des types de bombardiers, y compris le Wellington. Elle déclare plus tard que son avion préféré pour voler est le Mosquito de Havilland. Initialement attachée au groupe de convoyage no 6 à la base RAF Ratcliffe près de Leicester, elle part ensuite au groupe de convoyage entièrement féminin à Hamble, Southampton, qui livre exclusivement des Spitfires de la nouvelle usine de Supermarine à la base RAF de Southampton. Elle effectue des atterrissages d'urgence occasionnels notamment lors de l'explosion de son cockpit puis lors de la panne, en plein vol, de son  moteur Fairchild Argul. 
Maureen Chase Dunlop devient cover girl lorsqu'elle est représentée en train de repousser les cheveux de son visage alors qu'elle quitte le cockpit d'un avion Fairey Barracuda. Le cliché fait la une du magazine Picture Post en 1944, prouvant que les femmes peuvent être aussi intrépides que glamour et contribuer à l'effort de guerre,.

## Après la guerre
À la fin des hostilités, Maureen Chase Dunlop obtient sa qualification comme instructrice de vol à la base RAF de Luton, avant de retourner en Argentine. Là, elle instruit des pilotes et vole pour l'Armée de l'air argentine. Elle travaille comme pilote professionnel et dirige en partenariat une compagnie de taxi aérien, continuant à voler activement jusqu'en 1969. 
En 1955, elle épouse le diplomate roumain à la retraite Serban (Şerban) Victor Popp après l'avoir rencontré à l'ambassade britannique à Buenos Aires. Le couple a un fils et deux filles, élevés dans leur haras Milla Lauquen Stud. En 1973, la famille déménage à Norfolk pour élever des chevaux arabes de sang pur. Son mari décède en 2000. 
En 2003, Dunlop est l'une des trois femmes pilotes de l'ATA à recevoir le prix Guild of Air Pilots and Air Navigators (en) Master Air Pilot Award,. 
Elle meurt en mai 2012, à son domicile de Norfolk,,. 